# Mimonthophagus limbibasis
Mimonthophagus limbibasis là một loài bọ cánh cứng trong họ Bọ hung (Scarabaeidae).